# البطولات الوطنية الأمريكية 1890 (كرة مضرب)
قائمة بالأبطال في 1890 البطولات الوطنية الأمريكية لكرة المضرب (المعروفة الآن باسم أمريكا المفتوحة):

## الكبار

### فردي رجال
أوليفر كامبل هزم  هنري سلوكوم 6-2 4-6 6-3 6-1

### فردي سيدات
إيلين روزفلت هزم  بيرثا تاونسيند 6-2, 6-2